# Port lotniczy Des Moines
Port lotniczy Des Moines (IATA: DSM, ICAO: KDSM) – port lotniczy położony 5 km na południowy zachód od Des Moines, w stanie Iowa, w Stanach Zjednoczonych.

## Linie lotnicze i połączenia
- AirTran Airways (Orlando)
- AirTran Airways obsługiwane przez SkyWest Airlines (Milwaukee)
- American Eagle Airlines (Chicago-O'Hare, Dallas/Fort Worth)
- Allegiant Air (Las Vegas, Los Angeles, Orlando, St. Petersburg/Clearwater)
- Branson AirExpress obsługiwane przez ExpressJet Airlines (Branson)
- Continental Express obsługiwane przez ExpressJet Airlines (Houston-Intercontinental, Newark [od 3 maja])
- Delta Connection obsługiwane przez Atlantic Southeast Airlines (Atlanta)
- Delta Connection obsługiwane przez Comair (Minneapolis/St. Paul, Waszyngton-Reagan)
- Delta Connection obsługiwane przez Mesaba Airlines (Detroit, Memphis, Minneapolis/St. Paul)
- Delta Connection obsługiwane przez Pinnacle Airlines (Detroit, Memphis, Minneapolis/St. Paul)
- Frontier Airlines (Denver)
- Frontier Airlines obsługiwane przez Chautauqua Airlines (Milwaukee)
- United Airlines (Chicago-O'Hare, Denver)
- United Express obsługiwane przez ExpressJet Airlines (Chicago-O'Hare)
- United Express obsługiwane przez SkyWest Airlines (Chicago-O'Hare, Denver)
- US Airways Express obsługiwane przez Mesa Airlines

### Cargo
- Air Net (Denver (Centennial Airport), DuPage, Omaha, Rochester MN)
- FedEx Express (Cedar Rapids, Memphis, Madison, Peoria, St. Louis)
- Flight Express (Waterloo, Chakoia/St. Louis (Downtown Airport), Fort Dodge, Kansas City (Downtown Airport))
- UPS Airlines (Burbank, Cedar Rapids, Newark, Spokane, Sacramento, Portland OR, Philadelphia, Louisville, Hartford/Springfield, Rockford IL)